# Ministerio de Deporte (Bolivia)
El Ministerio de Deportes fue un ministerio de Bolivia como instancia rectora para la actividad física y deportiva. Fue creada mediante el Decreto Supremo N.º 1868, de 22 de enero del 2014. Su último ministro fue Milton Navarro Mamani. En junio de 2020, el ministerio fue cerrado por el gobierno de la presidenta Jeanine Añez siendo uno de los ministerios con más corta duración en el país. Tenía dos viceministerios: Viceministro de Deportes y Viceministro de Formación Deportiva.

## Ministros
- Tito Montaño (22 de enero de 2014 - 10 de noviembre de 2019)[1]
- Milton Navarro Mamani (14 de noviembre de 2019 - 4 de junio de 2020).